# Voluntad de poder

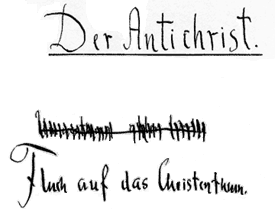
Antichrist

Voluntad de poder, voluntad de potencia o voluntad de pujanza (en alemán: Der Wille zur Macht) es un concepto importante de la filosofía de Friedrich Nietzsche. Esta describe lo que él consideraba el motor principal del hombre: la ambición de lograr sus deseos, la demostración de fuerza que lo hace presentarse al mundo y estar en el lugar que siente que le corresponde; todas esas son manifestaciones de la voluntad de poder. Otro punto particular de la voluntad de poder es que también representa un proceso de expansión de la energía creativa que, de acuerdo con Nietzsche, era la fuerza interna fundamental de la naturaleza.

## Influencias previas
El pensamiento de Nietzsche fue influenciado por Arthur Schopenhauer, a quien Nietzsche descubrió en 1865. Schopenhauer explica que el universo y Todo está impulsado por una fuerza primordial de vivir, la "voluntad de vivir", que impulsa a todas las criaturas vivientes a evitar la muerte y procrear. Para Schopenhauer, esta voluntad es el aspecto más fundamental de la realidad, incluso más que el ser.
Otra influencia de Nietzsche fue Ruđer Bošković, a quien descubrió y aprendió a través de la lectura de Friedrich Albert Lange Geschichte des Materialismus (Historia del materialismo). En 1872, Nietzsche empezó el estudio del libro de Boscovich "Theoria Philosophia Naturalis" por sí mismo. Nietzsche hace la única referencia a las obras publicadas de Boscovich en Más allá del bien y del mal, donde declara la guerra al atomismo del alma. Boscovich había rechazado la idea del "atomismo materialista", el cual Nietzsche llama "una de las mejores teorías refutadas que hay". La idea de centros de fuerza serían centrales en las teorías posteriores de Nietzsche acerca de la "voluntad de poder".

## Concepto
El concepto de la voluntad de poder en el pensamiento de Nietzsche ha cobrado muchas interpretaciones, siendo la más discutible la apropiación y explotación por el nacionalsocialismo como el deseo por la pasión y el poder (poder entendido en este caso como el concepto más limitado de "dominación"). Algunos nacionalsocialistas como Alfred Bäumler también plantearon una interpretación biológica de la voluntad de poder, equiparándolo con una forma de darwinismo social, a pesar de que Nietzsche criticó a este último en sus obras. Esta interpretación fue criticada por Martin Heidegger en sus cursos de 1930 acerca de Nietzsche. Por Wille zur Macht, Nietzsche no se refería a un poder físico o político, sino a la "Voluntad de poder" como un concepto particular e inédito, a diferencia de la unión de dos conceptos por separado: Voluntad y poder.
A diferencia de la conceptualización biológica y voluntaria de la Wille zur Macht, Heidegger y Deleuze han propuesto que la voluntad de poder y el eterno retorno deben considerarse en conjunto. Primeramente, el concepto debe ser contrastado con la "Voluntad de vivir" de Schopenhauer y considerar el trasfondo y críticas de Nietzsche a Schopenhauer. Éste planteaba una "voluntad de vivir", en el que las cosas vivientes se encontraban motivadas por la sustentación y desarrollo de sus propias vidas. En cambio, Nietzsche planteaba una voluntad de poder en la que las cosas vivientes no sólo se encuentran motivadas por la mera necesidad de mantenerse vivas, sino que, en realidad tenían una gran necesidad de ejercer y utilizar el poder para crecer y expandir su fortaleza y posiblemente para someter otras voluntades en el proceso. Nietzsche veía la "voluntad de vivir" como secundaria de una primaria "voluntad de poder" y mejoramiento o afirmación de la vida. De este modo, se oponía al darwinismo social en la medida en que criticó la validez del concepto de adaptación, que consideraba una "voluntad de vivir" estrecha y débil.
En definitiva, el hombre que guía su vida según la voluntad de poder (el Übermensch, superhombre), es un hombre que intenta siempre superarse a sí mismo, mejorarse en todas sus facetas, etc. No tiene en cuenta lo que los demás piensen o digan de él, se enfrenta a la vida y asume la realidad, procura vivir de una manera tal que si tuviera que vivir de nuevo infinidad de veces esa misma vida, sería feliz al hacerlo. Es un hombre libre que repudia la debilidad y la esclavitud.